# Bobby Goldsboro
Bobby Goldsboro (Marianna (Florida), 18 januari 1941) is een Amerikaanse pop- en country-singer-songwriter.

## Biografie
Goldsboro werd geboren in Marianna (Florida) en groeide op in Dothan (Alabama). Daar zette hij zijn eerste stappen in de muziek op de plaatselijke highschool, als lid van de band The Webbs. Na de highschool ging Goldsboro bedrijfsadministratie studeren aan de universiteit van Auburn (Alabama), maar hij bleef gitaar spelen bij The Webbs. De reputatie van de groep groeide en tijdens Goldsboro's tweede jaar aan de universiteit kregen ze Buddy Buie als manager, een oude bekende uit de highschool. Hij had zich in Nashville gevestigd als producer en songschrijver. Dankzij hem kregen de Webbs een aantal concertboekingen. Op een daarvan mochten ze Roy Orbison begeleiden, die zijn vorige begeleiders had ontslagen. Dat bleek zo goed te werken dat Orbison hen vroeg om zijn permanente begeleiders te worden. Ze namen het aanbod aan, wat betekende dat Goldsboro de universiteit moest verlaten.
De groep toerde van 1962 tot 1964 met Orbison. In die periode trouwde Goldsboro met Mary Alice. Hij bracht een paar singles uit, die weinig tot geen succes kenden, totdat hij in 1963 een eigen compositie opnam, See the Funny Little Clown (op United Artists Records). De single haalde de top-10 van de Amerikaanse hitparade en werd meer dan één miljoen keer verkocht. Het werd zijn eerste gouden plaat.
Goldsboro koos daarop in 1964 voor een solocarrière. De volgende tien jaar scoorde hij een rij hits en kreeg nog meer gouden platen, onder meer voor Little Things uit 1965, It's too late uit 1966 en Watching Scotty Grow uit 1971. Zijn grootste hit werd Honey (1968), zijn enige nummer 1-hit in de Billboard Hot 100 en de Billboard Country-hitlijst. De gelijknamige lp voerde ook de Country-LP-hitlijst aan. Honey werd wereldwijd de best verkochte single van 1968. Goldsboro had vanaf dat moment meer succes als country- dan als popartiest. Zijn laatste Top-40 hit in de Billboard Hot 100 was Summer (The First Time) uit 1973, maar in de Country Top-40 bleef hij opduiken tot de vroege jaren 1980.
Van 1973 tot 1975 had hij zijn eigen muzikale variétéshow op de Amerikaanse televisie, The Bobby Goldsboro Show.
In de 1980's stopte Goldsboro met plaatopnames en optredens om zich meer toe te leggen op zijn activiteiten als componist, arrangeur, producer en schrijver van verhalen voor kinderen. Hij schreef de muziek, waaronder een nieuw thema, voor de seizoenen 1993-1994 van de Amerikaanse sitcom Evening Shade. Vanaf 1995 creëerde en produceerde hij zelf de televisiereeks The Swamp Critters of Lost Lagoon voor kinderen van twee tot zes. Verschillende van zijn verhalen verschenen als audioboek of tekenfilm. Hij is later ook olieverfschilderijen gaan maken, die hij verkoopt op zijn website.
In 1999 werd Goldsboro opgenomen in de Alabama Music Hall of Fame.

## Belangrijkste hits
- See the Funny Little Clown (1964) US #9
- Whenever He Holds You (1964) US #39
- Little Things (1964) US #13
- Voodoo Woman (1965) US #27
- It's Too Late (1966) US #23
- Blue Autumn (1967) US #35
- Honey (1968) US #1, UK #2
- Autumn of My Life (1968) US #19
- The Straight Life (1968) US #36
- Watching Scotty Grow (1971) US #11
- Summer (The First Time) (1974)UK #9, US #21
- Hello, Summertime (1974) UK #14

## NPO Radio 2 Top 2000
| Nummer met noteringen in de NPO Radio 2 Top 2000 | '00  | '01 | '02  | '03  | '04  | '05  | '06  | '07  | '08  |
| ------------------------------------------------ | ---- | --- | ---- | ---- | ---- | ---- | ---- | ---- | ---- |
| Honey                                            | 1102 | 942 | 1116 | 1605 | 1091 | 1476 | 1389 | 1556 | 1377 |

1. ↑  Een vetgedrukt getal geeft de hoogste notering aan.
2. ↑  2000 was het eerste jaar met een notering voor dit nummer.
3. ↑  Deze tabel is bijgewerkt tot en met de laatste editie (2024).

## Trivia
Goldsboro's bekendste hit 'Honey' werd in 1998 door de Belgische hiphopgroep 't Hof van Commerce gesampled in hun hit 'Dommestik en Levrancier'.
- Bibsys: 8071481
- Bibliothèque nationale de France: cb138945810 (data)
- Gemeinsame Normdatei: 134672577
- International Standard Name Identifier: 0000 0001 0845 1701
- Library of Congress Control Number: n80153365
- MusicBrainz: a85c70af-90e4-4a7c-83b1-e1bd567d7d2f
- Nationale Bibliotheek van Israël: 987007317034605171
- Virtual International Authority File: 100985239